# Tarento
Tarento (em italiano: Taranto) é uma comuna italiana, capital da província homônima, na região da Apúlia.
Com 194.795 habitantes (agosto de 2008), estende-se por uma área de 209.64 km², tendo uma densidade populacional de 898 hab/km². Faz fronteira com Carosino, Faggiano, Fragagnano, Grottaglie, Leporano, Lizzano, Massafra, Monteiasi, Montemesola, Monteparano, Pulsano, Roccaforzata, San Giorgio Ionico, San Marzano di San Giuseppe, Sava, Statte, Villa Castelli (BR).

## Mitologia
Segundo Pausânias, a cidade foi fundada por Taras, filho de Possêidon e uma ninfa local, mas foi conquistada pelos lacedemônios, liderados por Falanto.
Segundo outra versão, citada por Diodoro Sículo e Estrabão, a cidade foi fundada pelos partênias (partheniae) de Esparta. Durante a Primeira Guerra Messênia, que durou vinte anos, os lacedemônios juraram não retornar a Esparta até que tivessem capturado a Messênia. Eles deixaram em Esparta apenas os jovens e os velhos, mas, no décimo ano da guerra, as mulheres lacedemônias reclamaram que eles estavam fazendo guerra contra os Messênios em termos desiguais, pois estes, em casa, estavam tendo filhos, enquanto que os espartanos, deixando suas esposas como viúvas, iriam deixar a pátria com falta de homens. Os lacedemônios, para manter o seu juramento e satisfazer as mulheres, enviaram de volta os mais jovens e vigorosos, pois estes não tinham feito o juramento, com ordens de que todos os homens coabitassem com todas as mulheres, acreditando que com isso nasceriam mais filhos. Os que nasceram neste período foram chamados de partênias, e os que não participaram da expedição foram tratados com escravos e chamados de hilotas. No décimo-nono ano da guerra, a Messênia foi capturada, e os messênios fugiram para o Monte Itome. Quando os lacedemônios voltaram, eles não honraram os partênias com direitos de cidadãos, pois eles haviam nascido fora do casamento; estes então se aliaram aos hilotas, e combinaram atacar no festival de Jacinto, mas alguns destes traíram seus planos. Falanto, o líder dos rebeldes, consultou um deus, que o mandou para Taras conquistar aquela terra. Segundo outra versão, os lacedemônios os convenceram a fundar uma colônia, e eles fundaram Taras ou Tarento.

## História
Tarento foi uma das principais cidades da Magna Grécia, chamada pelos gregos de Taras. Teve seu apogeu no século IV a.C., sob o comando de Arquitas. Foi conquistada pelos cônsules romanos Lúcio Papírio Cursor e Espúrio Carvílio Máximo em 272 a.C. e a cidade foi por eles chamada de Tarento (em latim: Tarentum). A partir de então, entrou em decadência.
Tarento também envolveu-se na Guerra Pírrica, uma série de batalhas que teve como desfecho a vitória de Roma sobre a cidade. Inicialmente, Túrio (uma cidade) havia entrado em guerra com uma outra cidade, tendo que recorrer à ajuda romana, que aceitou a solicitação. Roma auxiliou militarmente Túrio a obter a vitória. A república, portanto, endereçou diversas frotas a região com o objetivo de protegê-la de possíveis conflitos bélicos. Os tarentinos ficaram enfurecidos com a ação e derrubaram a frota. Iniciava-se a guerra. Tarento pediu ajuda a Pirro, rei do Epiro. A guerra terminou na vitória de Roma.

## Demografia
| Variação demográfica do município entre 1861 e 2011                               |
|                                                                                   |
| Fonte: Istituto Nazionale di Statistica (ISTAT) - Elaboração gráfica da Wikipedia |